# PhishTank
PhishTank est un site web destiné à la lutte contre l'hameçonnage (phishing) au moyen de la production participative.